# Thomas Weydisch
Thomas Weydisch (Brussel, 4 september 1987) is een Belgisch voetballer die uitkomt voor Racing Mechelen. Zijn positie is meestal rechts of linksaanvallende middenvelder maar hij speelt ook als aanvaller of nummer 10. Weydisch speelde eerder bij Eendracht Aalst, KMSK Deinze & UR Namur. Zijn jeugdopleiding genoot hij bij RSC Anderlecht.
1 Van den Noortgaete ·
2 Kompany ·
3 Vanbelle ·
4 De Greef ·
5 Filipović ·
6 Lievens ·
7 De Cuyper ·
8 Weydisch ·
9 Martin ·
10 Janssens ·
11 Van Damme ·
12 Čerimagić ·
13 Nelis ·
14 Glouftsis ·
15 Van Steenbrugghe ·
16 Bael ·
17 Bogaerts ·
18 Van Belle ·
19 De Neve ·
20 Shkodra ·
21 Ngasseu ·
22 Smet ·
23 Kabeya ·
25 Verhoeven ·
Coach: Desaeyere